# 米勒循環引擎
米勒循環引擎（Miller cycle engine）是一種以奧圖循環（Otto cycle）為基礎的機械增壓（supercharger）四衝程發動機。米勒循環是由美國機械工程師羅爾夫·米勒（Ralph Miller）於1940年代取得專利發明，但一直到1990年代日本的馬自達將其應用在旗下的大型房車系列Millenia之上後，此款引擎設計才開始廣為世人所熟知。

## 工作原理
一般奧圖循環引擎的工作原理為：

四衝程循環引擎工作原理

1. 進氣：混合的燃料與空氣由一或多個進氣門注入汽缸。
2. 壓縮：混合的燃料與空氣被壓縮。
3. 點火：混合的燃料與空氣在接近壓縮衝程的頂點時被火星塞點燃。
4. 排氣：燃燒過的廢氣由一或多個排氣門排出汽缸。

而米勒循環的不同之處：在進氣衝程時活塞運動到下死點，但進氣門保持開放同時活塞進行壓縮。直到曲軸通過活塞的下死點後70度，進氣門才關閉。簡單地說就是在壓縮衝程（compression stroke）中，先延遲進氣門關閉的時間，活塞在汽缸裡上昇約五分之二容積時，才完全封閉進氣門。所以有部分在汽缸的氣體會重新進入進氣歧管，並在機械增壓（supercharger）的作用下保持氣壓，故下一次的進氣衝程中可提高進氣效率且減少泵壓損失（pumping loss）。可是這樣也造成實際上的壓縮空氣沒有比進氣時的多，而降低壓縮比。然而在點火衝程中，活塞仍舊由上死點移動至下死點，造成膨脹比大於壓縮比的特殊狀況。壓縮比較小所以油耗低，膨脹比大所以動力大，另一方面也為了避免過高的壓縮比引起引擎的爆震（提前點火）。

### 馬自達KJ-ZEM型米勒循環引擎
為了改良代號KJ-ZEM型的米勒循環引擎在低轉速時進氣不足的問題，馬自達加裝了一具由日本石川島播磨重工業製造、附有電子增壓控制器的雙螺管機械增壓器（Lysholm supercharger），最高增壓值1.5bar。利用機械增壓的內壓及活塞向上運動的外壓對沖，比單純的活塞做功提高了15%的效率。也因此馬自達的米勒循環引擎系統能以2.3L的排氣量達到3.0L的馬力輸出，而且此引擎到達高轉速時，增壓效率更是驚人。
馬自達汽車的KJ-ZEM型米勒循環引擎最大馬力220ps / 5,500rpm，最大扭力30kg-m / 3,500rpm，多氣門加上傾斜式汽缸的設計使得汽油和空氣在大空間裡能混合得更均勻。此外，還有一套多變共振進氣系統（Variable Resonance Induction System，縮寫成VRIS），可在不同的轉速時配合不同閥門的開關來決定共振的範圍，使得引擎轉速由低至高皆有平坦而高扭力的輸出曲線。此具KJ-ZEM型引擎曾於1995年至1998年連續四年獲選為華德十大最佳汽車引擎（Ward's 10 Best Engines），並獲得日本財團法人汽車技術會的「技術240選」。
雖然這種米勒循環引擎號稱能夠省油15%至20%，但實際駕駛狀況比實驗狀況還要嚴苛，加上安裝機械增壓器之後反而提高了造車成本，所以馬自達僅在Millenia這款車使用KJ-ZEM型引擎而已。

### 馬自達ZJ-VEM型米勒循環引擎

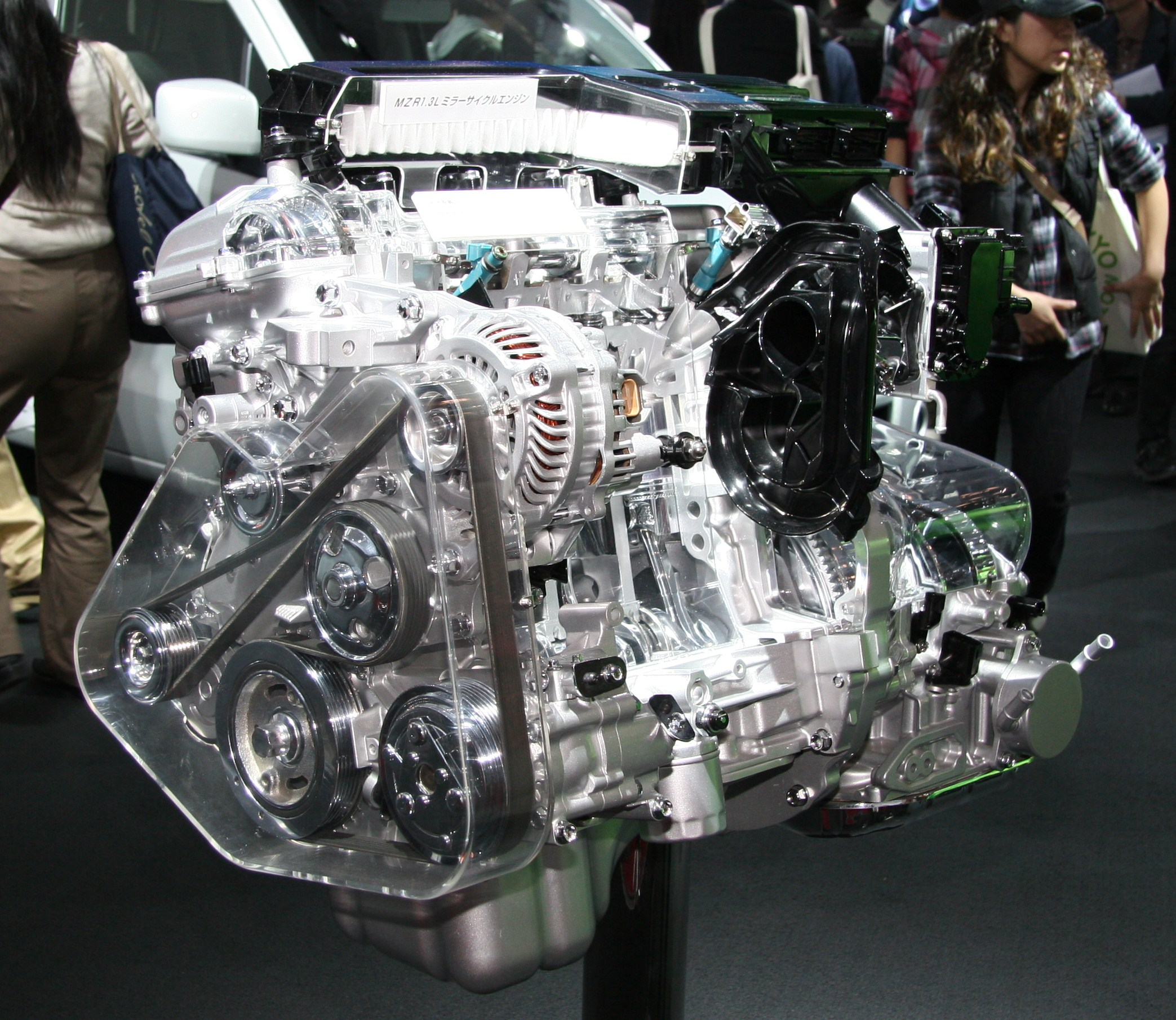
馬自達ZJ-VEM型米勒循環引擎

馬自達新開發的1.3L ZJ-VEM型米勒循環引擎，是以現有1.3L DOHC鋁合金MZR型引擎為原型，延遲進氣閥門的關閉時間，提升進氣效率，減少泵壓損失（pumping loss），提高熱效率（高膨脹比），故不再需要機械增壓器。此型引擎採自然進氣，搭載在第三代馬自達2，可輸出最大馬力90ps / 6,000rpm，扭力峰值120N·m / 4,000rpm。

### 本田R18A/R20A型引擎
本田搭載於第八代本田Civic和第二代本田Stream上的R18A型與R20A型引擎也是沿用和米勒循環近似的概念。在傳統的汽油引擎裡，油門踏板與節氣門之間以鋼纜連結，但前述兩種車款卻改為電子油門。在巡航與平穩轉速的狀態（本田稱之為「經濟模式economic mode」，轉速約2,000 ~ 3,500rpm間）下，凸輪軸使進氣門延遲關閉並大幅開啟節氣門，此時引擎的動力輸出相當高。由於進氣門延遲關閉，大約1/5的混合油氣暫時排出燃燒室，減少不必要的輸出而改善燃油經濟性。因進氣門與節氣門同時作動，降低了泵壓損失（pumping loss）和稀薄燃燒（lean burn）。這1/5的混合油氣被推回進氣岐管，造成膨脹比大於壓縮比的特殊狀況，故類似米勒循環的原理。

### 日產HR12DDR型引擎
此具搭載於歐規第四代日產Micra上的1.2L直列三缸HR12DDR型引擎，技術授權來自馬自達。同樣透過延遲進氣閥門的關閉時間，使引擎的膨脹比大於實際壓縮比，如此一來便以較少的油耗完成更大的動力輸出。再者，其機械增壓系統搭配一組能自動啟閉的離合器，在車子低速行駛時能自動關閉機械增壓系統，減少引擎的燃油消耗。為了降低活塞和汽缸壁之間的摩擦力，日產汽車使用「DLC脫氫類鑽石鍍膜技術」（diamond-like carbon film technology）。另外再搭配DIG-S缸內直噴技術（Direct Injection Gasoline之縮寫）、怠速熄火系統等裝置，不但讓此具引擎兼具動力輸出（最大馬力98ps、扭力峰值142N·m）和油耗表現，甚至擁有95g/km的低二氧化碳排放量。

### 福斯EA211 TSI evo型引擎
2016年4月28日開幕的第37屆維也納國際汽車研討會（37th International Vienna Motor Symposium）中，福斯汽車發表採用米勒循環原理搭配高壓縮比12.5：1設定的EA211 TSI evo型引擎，以取代現行1.4L TSI型引擎。此具排氣量1,498c.c.可區分150匹與130匹馬力等兩種版本，前者之詳細規格尚未公開；後者在4,750rpm - 5,500rpm的區間持續供應128.7hp之最大馬力，最大扭力20.4kg·m則在1,300rpm - 4,500rpm之轉速間出現。新開發燃油直噴系統之噴射壓力達350bar，具有更佳的燃油霧化效果及燃燒效率。新加入VTG可變幾何渦輪（Variable Turbine Geometry）技術，在低轉速負載大時變化內部葉片角度，加速渦輪運轉速度提供足夠加壓力供給引擎壓縮氣體；而高轉排氣力道足夠推動渦輪時，內部葉片角度亦可再次切換。除了引擎本體以鋁合金打造，汽缸襯套（cylinder liner）也鍍上APS特殊塗層（Atmospheric Plasma Spray），可降低引擎運轉阻力及機件磨損，亦有助於散熱效果。

### 福斯EA888 TSI型引擎
此具渦輪增壓引擎採用改良式米勒循環引擎原理，燃燒室完全進氣時氣門揚程為170度，故引擎轉速1,400rpm開始可達最大扭力32.7kg·m。部份進氣時（福斯稱之為「B循環」）氣門揚程為140度，基於壓縮比和膨脹比間的差異，讓進氣門提早關閉，汽缸接收到相對較少的吸入空氣。在燃料噴射與點燃時，可比常規循環讓燃燒氣體具有更大的膨脹空間，藉此提高燃燒效率並減少污染。

## 採用米勒循環引擎原理的車種
- 馬自達KJ-ZEM型引擎：馬自達Millenia（日本地區稱Eunos 800）。
- 馬自達ZJ-VEM型米勒循環引擎：第三代馬自達2 。
- 豐田1NZ-FXE型引擎：第一、二代豐田普銳斯，豐田Prius_c；2ZR-FXE型引擎：第三、四代豐田普銳斯。
- 本田R18A/R20A型引擎：第八代本田Civic、第二代本田Stream。特別強調的是，R18A/R20A型引擎並不是利用機械增壓來彌補進氣不足，而是利用電子油門開啟最大的進氣閥而增加進氣量，其工作原理與米勒循環相似。
- 日產HR12DDR型引擎：第四代日產Micra（歐洲、日本）、第二代日產Note[8]。
- 福斯EA888 TSI型引擎：斯柯達Kodiaq（英语：Škoda Kodiaq）。

## 內部連結
- 引擎
- 往復式發動機
- 四衝程循環
- 增壓器
- 馬自達K族引擎

## 外部連結
- （英文）【MAZDA】Miller-cycle engine
- （英文）Society of Automotive Engineers of Japan: Miller cycle engine for automobile
- （日語）日本の自動車技術240選：自動車用ミラーサイクルエンジン